# Dolinka Rozpadła

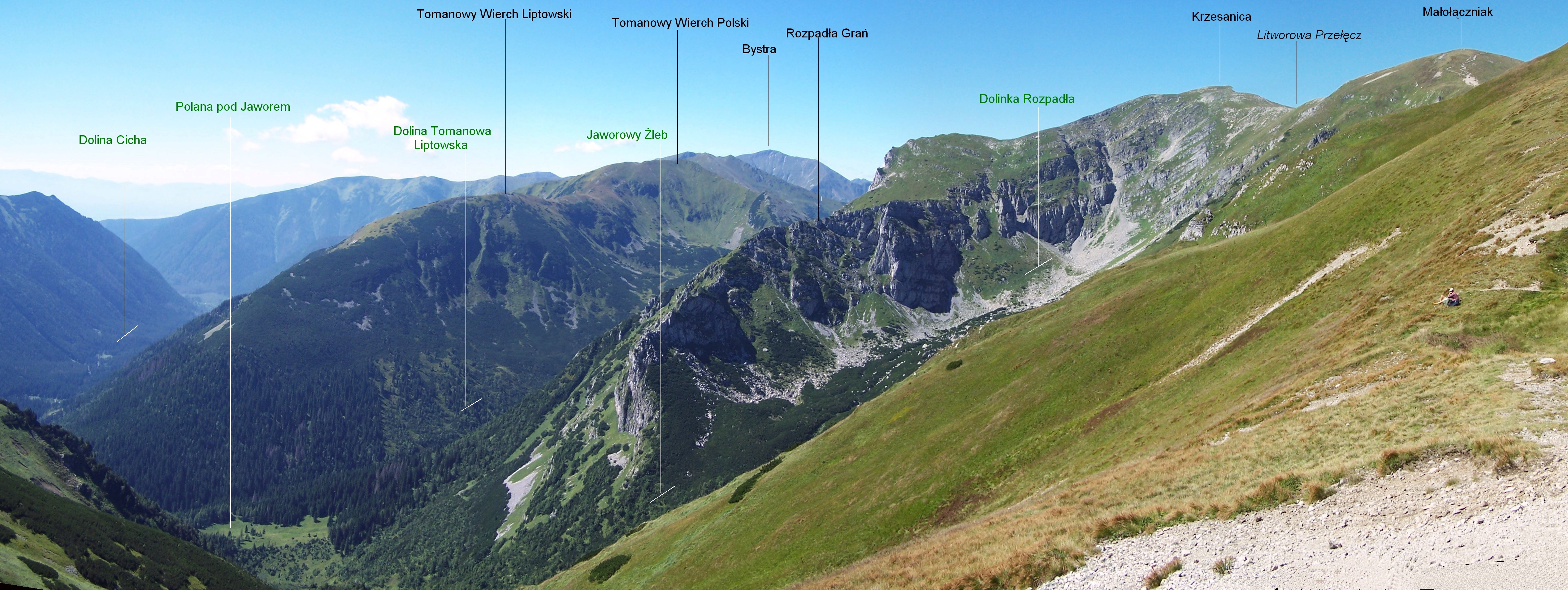
Widok z Suchego Wierchu Kondrackiego

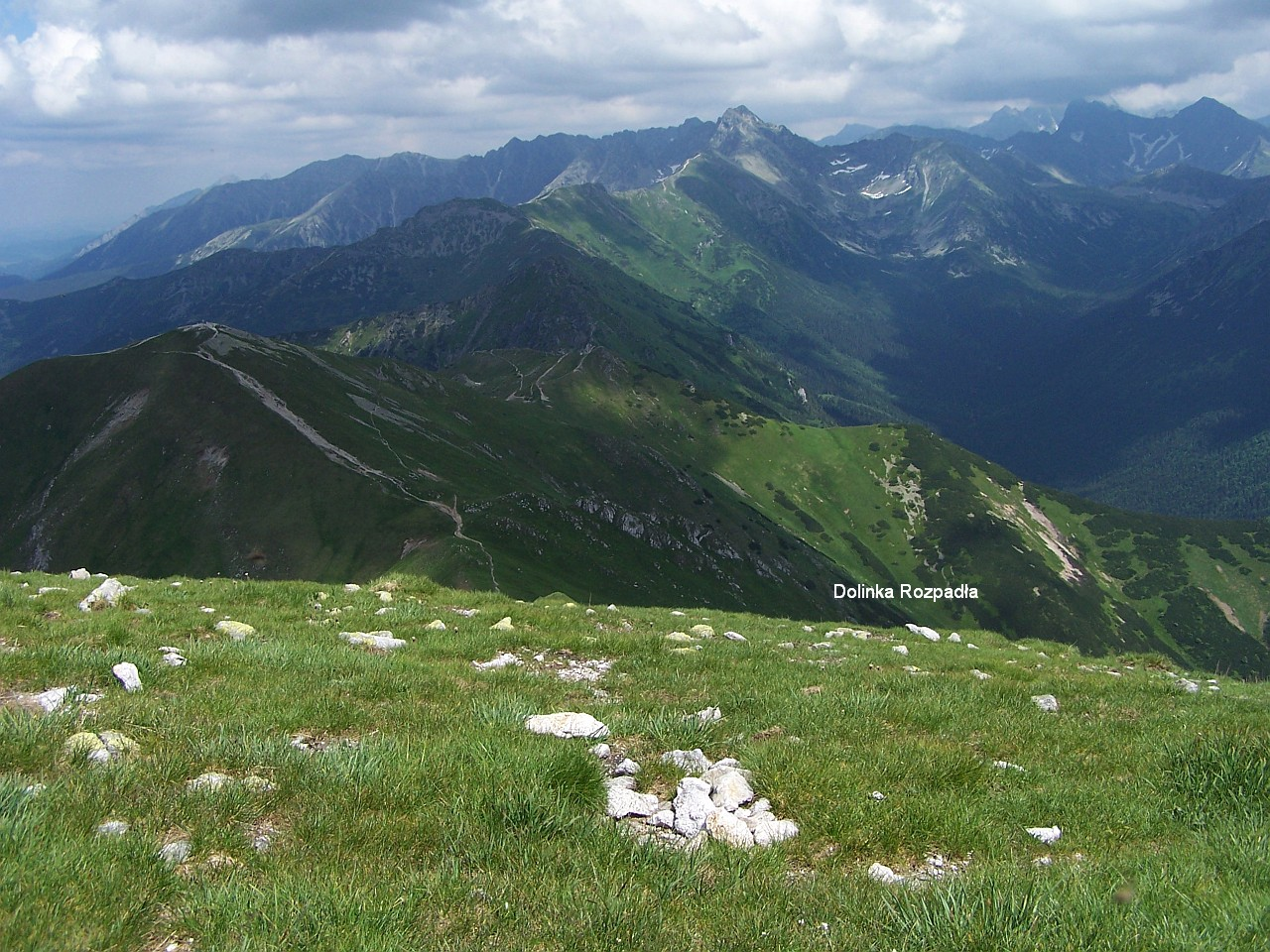
Widok na Dolinkę Rozpadłą z Małołączniaka

Dolinka Rozpadła lub dolinka Rozpadlina (słow. Rozpadlá dolinka, dolinka Rozpadliná) – nieduża dolina w słowackich Tatrach Zachodnich, jedno z górnych pięter Doliny Tomanowej Liptowskiej. Znajduje się na południowych stokach grani głównej Tatr Zachodnich pomiędzy Suchym Wierchem Kondrackim a Krzesanicą. Od wschodniej strony jej obramowanie stanowi Jaworowy Grzbiet (Javorovy hrebeň) odchodzący na południe od Suchego Wierchu Kondrackiego i zakończony Jaworowymi Skałkami, od zachodniej Rozpadła Grań odchodząca w południowo-wschodnim kierunku od Krzesanicy. W dolnej części dolina zacieśnia się w Jaworowy Żleb uchodzący na Polanie pod Jaworem do Doliny Tomanowej Liptowskiej. Spod Kondrackiej Kopy schodzi do dolinki nieduży Żleb spod Dziury (Žlab spod Diery), u jego wylotu znajduje się jaskinia. W zimie do dolinki z otaczających ją wzniesień schodzą lawiny.
Dolinka Rozpadła jest kotłem lodowcowym o powierzchni 1,75 km² wciętym w wapienny masyw Czerwonych Wierchów. Jest bezwodna, natomiast Jaworowym Żlebem spływa dość duży potok uchodzący do Tomanowego Potoku Liptowskiego. W dolinie tej bowiem silnie rozwinięte są zjawiska krasowe. Występują tutaj liczne jaskinie (ok. 40) i szczeliny. Najgłębsza jaskinia Zadni Upłaz ma głębokość 82 m. Najwyżej (2081 m) położony jest otwór jaskini Wyżnia Krzesanica o głębokości 51 m. Jest tutaj także jaskinia wodna, w której przebadano korytarze o długości 450 m. Poniżej tej jaskini jest wywierzysko o wydajności 80 l/s. Dane pochodzą sprzed 1992 roku, od tego czasu jednak speleolodzy dokonali tutaj wiele nowych odkryć i jaskinie Dolinki Rozpadłej nadal są przez nich badane.